# Geraille-Nationalpark
Der Geraille-Nationalpark (auch Gerale-Nationalpark genannt) ist ein Nationalpark in der Liben-Zone der Region Somali im Südwesten Äthiopiens, der im Jahr 2006 gegründet wurde. Er liegt ca. 900 km südöstlich von Addis Abeba und umfasst eine Fläche von 3.858 m². Dabei liegt er auf einer Höhe von 800 m bis 1380 m über dem Meeresspiegel. Der Fluss Dawa bildet seine östliche Grenze. Die Region ist relativ dünn besiedelt, hat aber eine reiche Tierwelt. Jedoch ist der Park bislang noch kaum erschlossen.